# Amarsi male
Pour plus de détails, voir Fiche technique et Distribution.
Amarsi male est un film italien sorti en 1969 et réalisé par Fernando Di Leo.

## Synopsis
Pendant les mouvements sociaux de 1968 à Rome, Carlo est un étudiant en architecture qui participe aux manifestations et à l'occupation de sa faculté. Il est aussi fiancé à Elena Soriani, la fille d'un riche industriel, mais il décide bientôt de rompre avec elle pour entamer une relation avec Anna, une femme plus âgée, secrétaire et maîtresse du père d'Elena.

## Fiche technique
Sauf indication contraire, les informations mentionnées dans cette section peuvent être confirmées par la base de données cinématographiques IMDb,  présente dans la section « Liens externes ».
- Titre original : Amarsi male[1] (litt. « S'aimer mal »)
- Réalisateur : Fernando Di Leo
- Scénario : Fernando Di Leo, Enzo Dell'Aquila, Nino Latino
- Photographie : Franco Villa (it)
- Montage : Amedeo Giomini
- Musique : Silvano Spadaccino (it)
- Décors : Franco Bottari
- Costumes : Loredana Longo
- Trucages : Carlo Sindici
- Société de production : Ferti Film, Italian International Film (it), Transeuropa Film
- Pays de production :  Italie
- Langue de tournage : italien
- Format : Couleur - 1,78:1 - Son mono - 35 mm
- Genre : Drame érotique
- Durée : 96 minutes[1]
- Dates de sortie :	
  - Italie : 9 août 1969
  - Turquie : avril 1975
- Classification :
  - Italie : Interdit aux moins de 14 ans[1]

## Distribution
- Nieves Navarro (sous le nom de « Susan Scott ») : Anna Lanfranchi
- Gianni Macchia : Carlo Tessari
- Micaela Pignatelli : Elena Soriani
- Lucio Dalla : Lucio
- Lea Kruger (sous le nom de « Lea Lander ») : Nadine
- Sergio Ammirata : Un étudiant
- Ugo Adinolfi
- Maria Luisa Sala
- Ettore Geri : Le professeur universitaire
- Sasà Magrì
- Gary Merrill : L'ingénieur Andrea Soriani

## Attribution des rôles
Le rôle féminin principal a d'abord été attribué à Lucia Bosè, ensuite à Pier Angeli et finalement à Nieves Navarro. L'auteur-compositeur-interprète Lucio Dalla joue le rôle du faire-valoir comique,. Le nom du rôle masculin principal, Tessari, est un hommage de Di Leo à son ami Duccio Tessari. L'acteur le plus célèbre de la distribution, Gary Merrill, ne tient qu'un rôle mineur. Dans le film figure des apparitions de Giancarlo Cobelli et Maria Monti, dans les rôles de deux comédiens d'un petit théâtre. Le réalisateur Di Leo fait lui-même une apparition non créditée au générique comme client de la maison-close.